# Festival Eurovisão da Canção 1988
O Festival Eurovisão da Canção 1988 (em inglês: Eurovision Song Contest 1988, em francês: Concours Eurovision de la chanson 1988 e em irlandês: Comórtas Amhránaíochta na hEoraifíse 1988) foi o 33.º Festival Eurovisão da Canção e realizou-se em 30 de abril de 1988, em Dublin, na Irlanda. Os apresentadores foram Pat Kenny e Michelle Rocca. 
A futura super-estrela canadiana Céline Dion, apenas famosa no mundo expressão francesa, foi a vencedora do Festival desse ano, com a canção "Ne partez pas sans moi", representando a televisão suíça.

## Local

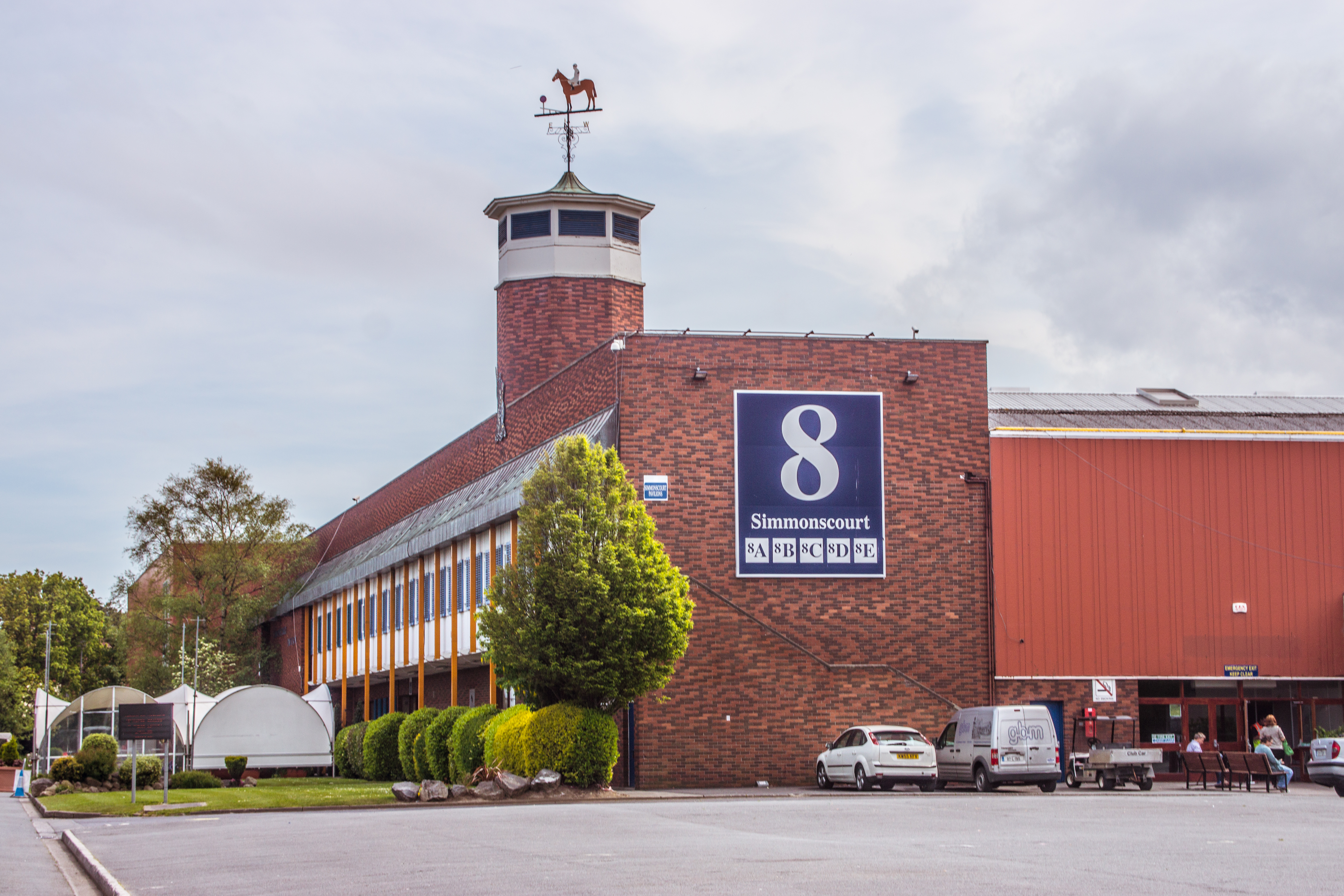
O RDS Simmonscourt Pavilion, em Dublin, na Irlanda.

O Festival Eurovisão da Canção 1988 ocorreu em Dublin, na Irlanda. Dublin é a capital e maior cidade da Irlanda. O nome em inglês deriva da palavra irlandesa "Dubhlinn" (ocasionalmente também grafada Duibhlinn ou Dubh Linn), que significa "Lago Negro". Localiza-se na província de Leinster próxima ao ponto mediano da costa leste da Irlanda, sendo cortada pelo Rio Liffey e o centro da região de Dublin. Desde 1898 possui nível administrativo de condado (county-boroughs). Seus limites são os condados de Fingal a norte, Dublin meridional a sudoeste e Dun Laoghaire-Rathdown a sudeste. Tem uma população de 527.612 habitantes na cidade, e sua área metropolitana tem 1.804.156 habitantes. Fundada como um assentamento viquingue, foi o centro do Reino de Dublin e se tornou a principal cidade da Ilha após a invasão dos Normandos. A cidade cresceu de maneira rápida durante o século XVII; se tornou na época a segunda maior cidade do Império Britânico e a quinta maior da Europa. Dublin entrou em um período de estagnação após o Ato de União de 1800, mas continuou o centro económico da Ilha. Após a Partição da Irlanda em 1922, virou a capital do Estado Livre Irlandês, e mais tarde, da República da Irlanda. Dublin é reconhecida como uma cidade global, com um ranking "Alpha-", colocando a cidade entre as 30 mais globalizadas do mundo. Atualmente é o principal centro histórico, cultural, económico, industrial e educacional da Irlanda.
O festival em si realizou-se no RDS Simmonscourt Pavilion, uma sala polivalente, pertencente ao complexo de recreação da Royal Dublin Society e destina-se a sediar festivais equestres e agrícolas. O pavilhão pode acomodar até 7000 pessoas.

## Formato
A representante da Suíça, Céline Dion, tinha nacionalidade canadiana e era, até à data, uma simples cantora desconhecida para a grande parte dos países europeus. Após a sua vitória e devido ao pouco sucesso que a sua canção obteve na Europa, ninguém previa que Céline Dion se iria tornar numa das grandes divas internacionais da música, tal como é considerada actualmente. Também nesta edição, mas pelo Luxemburgo, Lara Fabian concorreu, tendo ficado em 4º lugar.
O Chipre, que era para ser o segundo país a subir ao palco, já tinha escolhido os seus representantes, seriam Yiannis Dimitrou e Scott Adams, com a canção de "Thimame" (Recordar), mas não puderam representar o seu país pois já tinham lançado o seu tema anos antes e isso é uma violação das regras do concurso.
Esta edição foi a primeira desde 1979 que teve dois apresentadores.
O logótipo do show, foi desenhado por Maria Quigley. A Eurovisão V representa o símbolo da harpa celta da Irlanda. O conjunto de Michael Grogan, que já havia sido criado em 1981, consistia em uma cena na forma de uma perspectiva brilhante. No fundo um céu estrelado.
O núcleo da equipa técnica foi formado por Declan Lowney (direção), Liam Miller (produtor executivo), Paula Farrell e Michael Grogan (cenário) e Noel Kelehan e Bill Whelan (direção musical).

## Visual
A abertura da competição começou com um vídeo, resumindo a história da Irlanda, desde a pré-história até os dias atuais, passando por pontos turísticos e evidências arqueológicas. O vídeo termina com um close-up de uma lua cheia, que é então exibida na parede da tela. A câmera então revelou o palco, com Johnny Logan, o vencedor da edição de 1987, a cantar "Hold Me Now", a música que lhe valeu a vitória em Bruxelas no ano anterior. Depois, os apresentadores Michelle Rocca e Pat Kenny fizeram as apresentações habituais, observando que Dublin comemorou o seu milénio, e que também estava a ser comemorado o Ano Europeu do Cinema e Televisão. Michelle Rocca cumprimentou os participantes e a abertura termina com um segundo vídeo mostrando a recepção dos participantes em Dublin na semana de ensaio. A música que acompanhava era a música "Heartland", interpretada por Johnny Logan.
A orquestra, dirigida por Noel Kelehan, estava à esquerda do palco. A RTÉ, seguindo o exemplo do seu antecessor, investiu nos avanços tecnológicos da época para oferecer um grande programa de televisão. Para isso, a emissora depositou a gestão do programa nas mãos de Declan Lowney, um jovem produtor de apenas 28 anos de idade, com experiência em programas para jovens e concertos de grande escala. O palco, que no princípio dava a impressão de estar suspenso, já foi chamado de "espetacular". Era uma plataforma dividida em grades, cujas linhas eram tubos de néon que mudavam de cor dependendo do tema em competição e que, graças em parte a uma conclusão cuidadosa, conferida à televisão, tanto ao local quanto ao próprio palco, mais profundidade e dimensões maiores do que realmente tinham. Ele também foi flanqueado em ambos os lados por duas grandes telas de vídeo que projetavam dinamicamente imagens do logótipo e do artista no palco, pela primeira vez na história.
Os apresentadores foram Michelle Rocca e Pat Kenny, que falou aos espectadores em inglês e francês. 
Os cartões postais consistiam nos participantes a fazer coisas na Irlanda, de cultura a tradição, desporto ou turismo.
O intervalo foi preenchido pela banda de rock irlandesa Hothouse Flowers com a música "Do Not Go", sobre imagens filmadas em diferentes cidades da Europa e foi o videoclipe mais caro já produzido na Irlanda na época. A produção deste clipe foi subsidiada pela Comissão Europeia.

## Votação
Cada país tinha um júri composto por 16 elementos, que atribuiu 12, 10, 8, 7, 6, 5, 4, 3, 2, 1 pontos às dez canções mais votadas.
O supervisor executivo da EBU foi Frank Naef.
Durante a votação, a câmera fez vários close-ups dos artistas. Em particular, Lara Fabian, Scott Fitzgerald e Celine Dion apareceram.
Pela primeira vez, um quadro de votação digital foi usado. Também pela primeira vez, um ranking dos cinco principais países foi mostrado na tela. 
Durante o processo de votação, o Reino Unido manteve-se no 1º lugar com alguma vantagem sobre a Suíça. No entanto, o júri da Jugoslávia (o último a dar os votos) entregou 6 pontos à Suíça e para surpresa de todos não pontuou o Reino Unido, dando assim a vitória à Suíça por apenas 1 ponto de diferença.

## Participantes

Países participantes

| País          | Título original da Canção                  | Artista                        | Processo                                                     | Data da Selecção        |
| País          | Tradução em Português                      | Idiomas de Interpretação       | Processo                                                     | Data da Selecção        |
| ------------- | ------------------------------------------ | ------------------------------ | ------------------------------------------------------------ | ----------------------- |
| Alemanha      | "Lied für einen Freund"                    | Maxi & Chris Garden            | Ein lied für Dublin 1988                                     | 31 de março de 1988     |
| Alemanha      | Canção para um amigo                       | Alemão                         | Ein lied für Dublin 1988                                     | 31 de março de 1988     |
| Áustria       | "Lisa Mona Lisa"                           | Wilfried                       | Seleção interna                                              | -                       |
| Áustria       | Lisa Mona Lisa                             | Alemão                         | Seleção interna                                              | -                       |
| Bélgica       | "Laissez briller le soleil"                | Reynaert                       | Finale Nationale - Eurovision 1988                           | 27 de fevereiro de 1988 |
| Bélgica       | Deixem brilhar o sol                       | Francês                        | Finale Nationale - Eurovision 1988                           | 27 de fevereiro de 1988 |
| Chipre        | "Thimame" (Θυμάμαι)                        | Yiannis Dimitrou & Scott Adams | Seleção Interna                                              | -                       |
| Chipre        | Recordar                                   | Grego                          | Seleção Interna                                              | -                       |
| Dinamarca     | "Ka' du se hva' jeg sa'?"                  | Hot Eyes                       | Dansk Melodi Grand-Prix 1988                                 | 27 de fevereiro de 1988 |
| Dinamarca     | Vês o que eu dizia?                        | Dinamarquês                    | Dansk Melodi Grand-Prix 1988                                 | 27 de fevereiro de 1988 |
| Espanha       | "La chica que yo quiero (Made in Spain)"   | La Década Prodigiosa           | Selecção Interna                                             | -                       |
| Espanha       | A rapariga que eu quero (Feita em Espanha) | Castelhano                     | Selecção Interna                                             | -                       |
| Finlândia     | "Nauravat silmät muistetaan"               | Boulevard                      | Euroviisut 1988                                              | 13 de fevereiro de 1988 |
| Finlândia     | Os olhos sorridentes são os lembrados      | Finlandês                      | Euroviisut 1988                                              | 13 de fevereiro de 1988 |
| França        | "Chanteur de charme"                       | Gérard Lenorman                | Sélection Française - Eurovision 1988                        | -                       |
| França        | Cantor romântico                           | Francês                        | Sélection Française - Eurovision 1988                        | -                       |
| Grécia        | "Clown" (Κλόουν)                           | Afroditi Frida                 | Ellinikoú Telikoú tis Diagonismós Tragoudioú Eurovision 1988 | 28 de março de 1988     |
| Grécia        | Palhaço                                    | Grego                          | Ellinikoú Telikoú tis Diagonismós Tragoudioú Eurovision 1988 | 28 de março de 1988     |
| Irlanda       | "Take Him Home"                            | Jump the Gun                   | National Song Contest 1988                                   | 6 de março de 1988      |
| Irlanda       | Leva-o para casa                           | Inglês                         | National Song Contest 1988                                   | 6 de março de 1988      |
| Islândia      | "Þú og þeir (Sókrates)"                    | Beathoven                      | Íslenska Söngvakeppni Sjónvarpsins 1988                      | 21 de março de 1988     |
| Islândia      | Tu e eles (Sócrates)                       | Islandês                       | Íslenska Söngvakeppni Sjónvarpsins 1988                      | 21 de março de 1988     |
| Israel        | "Ben Adam" (בן אדם)                        | Yardena Arazi                  | Seleção interna                                              | -                       |
| Israel        | Um ser humano                              | Hebraico                       | Seleção interna                                              | -                       |
| Itália        | "Vivo (Ti scrivo)"                         | Luca Barbarossa                | Seleção interna                                              | -                       |
| Itália        | Vivo (Escrevo-te)                          | Italiano                       | Seleção interna                                              | -                       |
| Iugoslávia    | "Mangup"                                   | Srebrna Krila                  | Pjesma Eurovizije 1988                                       | 12 de março de 1988     |
| Iugoslávia    | Vilão                                      | Servo-Croata                   | Pjesma Eurovizije 1988                                       | 12 de março de 1988     |
| Luxemburgo    | "Croire"                                   | Lara Fabian                    | Selecção Interna                                             | -                       |
| Luxemburgo    | Acreditar                                  | Francês                        | Selecção Interna                                             | -                       |
| Noruega       | "For vår jord"                             | Karoline Krüger                | Melodi Grand-Prix 1988                                       | 26 de março de 1988     |
| Noruega       | Pela nossa Terra                           | Norueguês                      | Melodi Grand-Prix 1988                                       | 26 de março de 1988     |
| Países Baixos | "Shangri-La"                               | Gerard Joling                  | Nationaal Songfestival 1988                                  | 23 de março de 1988     |
| Países Baixos | Shangri-La                                 | Holandês                       | Nationaal Songfestival 1988                                  | 23 de março de 1988     |
| Portugal      | "Voltarei"                                 | Dora                           | Selecção Interna para o Eurofestival 1988                    | 7 de março de 1988      |
| Portugal      | Voltarei                                   | Português                      | Selecção Interna para o Eurofestival 1988                    | 7 de março de 1988      |
| Reino Unido   | "Go"                                       | Scott Fitzgerald               | A song for Europe 1988                                       | 25 de março de 1988     |
| Reino Unido   | Vai                                        | Inglês                         | A song for Europe 1988                                       | 25 de março de 1988     |
| Suécia        | "Stad i ljus"                              | Tommy Körberg                  | Melodifestivalen 1988                                        | 27 de fevereiro de 1988 |
| Suécia        | Cidade de luz                              | Sueco                          | Melodifestivalen 1988                                        | 27 de fevereiro de 1988 |
| Suíça         | "Ne partez pas sans moi"                   | Céline Dion                    | Finale Suisse 1988                                           | 6 de fevereiro de 1988  |
| Suíça         | Não partas sem mim                         | Francês                        | Finale Suisse 1988                                           | 6 de fevereiro de 1988  |
| Turquia       | "Sufi"                                     | MFÖ                            | Eurovision Şarkı Yarışması Türkiye Finali 1988               | -                       |
| Turquia       | Sufi                                       | Turco                          | Eurovision Şarkı Yarışması Türkiye Finali 1988               | -                       |

## Festival
| #   | País          | Idioma       | Artista              | Canção                                   | Lugar | Pontuação |
| --- | ------------- | ------------ | -------------------- | ---------------------------------------- | ----- | --------- |
| 1º  | Islândia      | Islandês     | Beathoven            | "Þú og þeir (Sókrates)"                  | 16º   | 20        |
| 2º  | Suécia        | Sueco        | Tommy Körberg        | "Stad i ljus"                            | 12º   | 52        |
| 3º  | Finlândia     | Finlandês    | Boulevard            | "Nauravat silmät muistetaan"             | 20º   | 3         |
| 4º  | Reino Unido   | Inglês       | Scott Fitzgerald     | "Go"                                     | 2º    | 136       |
| 5º  | Turquia       | Turco        | MFÖ                  | "Sufi"                                   | 15º   | 37        |
| 6º  | Espanha       | Castelhano   | La Década Prodigiosa | "La chica que yo quiero (Made in Spain)" | 11º   | 58        |
| 7º  | Países Baixos | Holandês     | Gerard Joling        | "Shangri-La"                             | 9º    | 70        |
| 8º  | Israel        | Hebraico     | Yardena Arazi        | "Ben Adam" (בן אדם)                      | 7º    | 85        |
| 9º  | Suíça         | Francês      | Céline Dion          | "Ne partez pas sans moi"                 | 1º    | 137       |
| 10º | Irlanda       | Inglês       | Jump the Gun         | "Take Him Home"                          | 8º    | 79        |
| 11º | Alemanha      | Alemão       | Maxi & Chris Garden  | "Lied für einen Freund"                  | 14º   | 48        |
| 12º | Áustria       | Alemão       | Wilfried             | "Lisa Mona Lisa"                         | 21º   | 0         |
| 13º | Dinamarca     | Dinamarquês  | Hot Eyes             | "Ka' du se hva' jeg sa'?"                | 3º    | 92        |
| 14º | Grécia        | Grego        | Afroditi Frida       | "Clown" (Κλόουν)                         | 17º   | 10        |
| 15º | Noruega       | Norueguês    | Karoline Krüger      | "For vår jord"                           | 5º    | 88        |
| 16º | Bélgica       | Francês      | Reynaert             | "Laissez briller le soleil"              | 18º   | 5         |
| 17º | Luxemburgo    | Francês      | Lara Fabian          | "Croire"                                 | 4º    | 90        |
| 18º | Itália        | Italiano     | Luca Barbarossa      | "Vivo (Ti scrivo)"                       | 12º   | 52        |
| 19º | França        | Francês      | Gérard Lenorman      | "Chanteur de charme"                     | 10º   | 64        |
| 20º | Portugal      | Português    | Dora                 | "Voltarei"                               | 18º   | 5         |
| 21º | Iugoslávia    | Servo-Croata | Srebrna Krila        | "Mangup"                                 | 6º    | 87        |

### Resultados
A ordem de votação no Festival Eurovisão da Canção 1988, foi a seguinte:

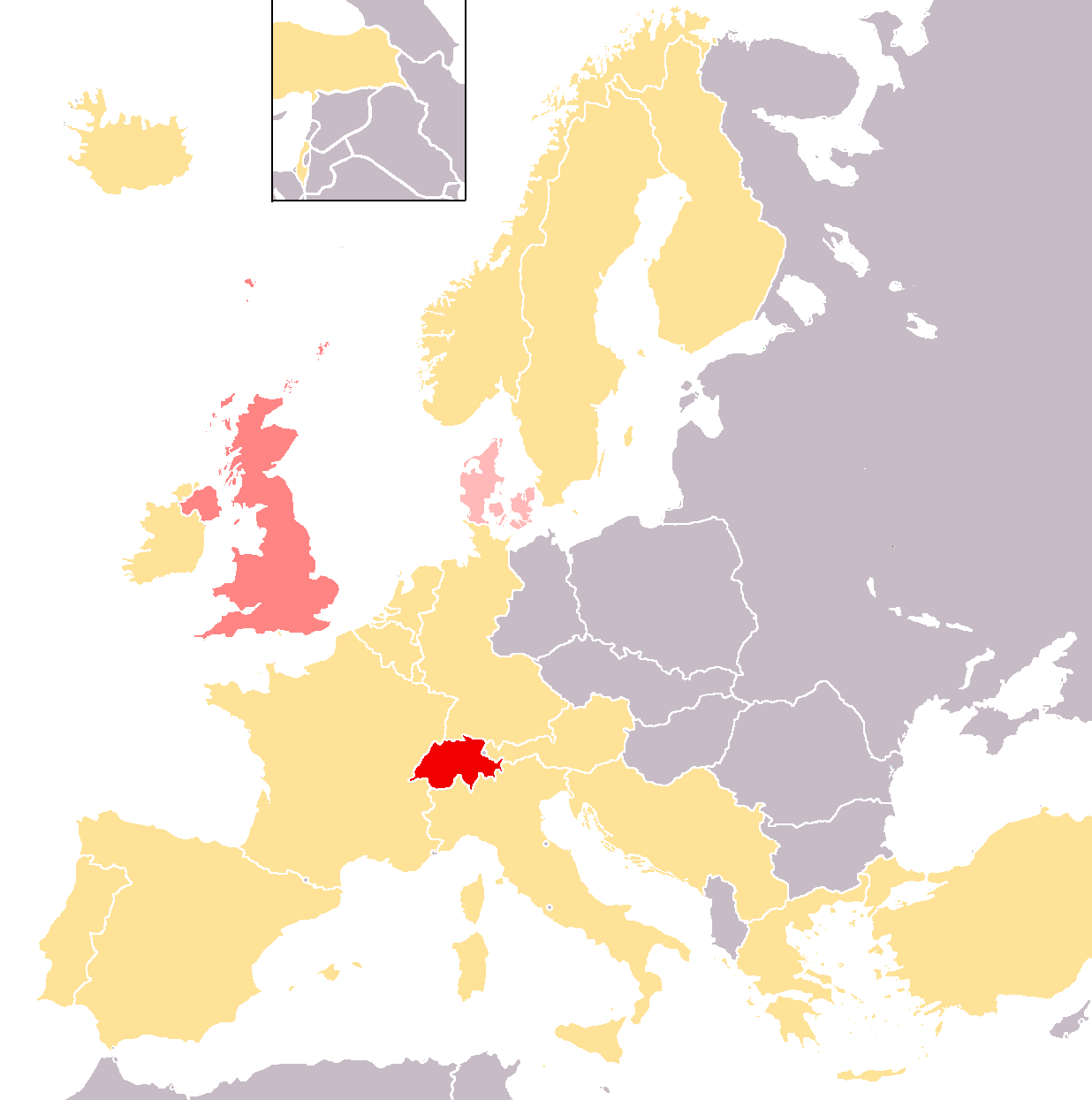
Vencedor
2º classificado
3º classificado

| Países Votantes | Países Pontuados | Países Pontuados | Países Pontuados | Países Pontuados | Países Pontuados | Países Pontuados | Países Pontuados | Países Pontuados | Países Pontuados | Países Pontuados     | Países Pontuados | Países Pontuados | Países Pontuados | Países Pontuados | Países Pontuados | Países Pontuados | Países Pontuados | Países Pontuados | Países Pontuados | Países Pontuados | Países Pontuados                              |
| --------------- | ---------------- | ---------------- | ---------------- | ---------------- | ---------------- | ---------------- | ---------------- | ---------------- | ---------------- | -------------------- | ---------------- | ---------------- | ---------------- | ---------------- | ---------------- | ---------------- | ---------------- | ---------------- | ---------------- | ---------------- | --------------------------------------------- |
| Países Votantes | Islândia         | Suécia           | Finlândia        | Reino Unido      | Turquia          | Espanha          | Países Baixos    | Israel           | Suíça            | República da Irlanda | Alemanha         | Áustria          | Dinamarca        | Grécia           | Noruega          | Bélgica          | Luxemburgo       | Itália           | França           | Portugal         | República Socialista Federativa da Iugoslávia |
| Islândia        |                  | 3                |                  | 1                |                  | 2                |                  | 6                | 7                |                      | 8                |                  | 10               |                  | 5                |                  | 4                |                  |                  |                  | 12                                            |
| Suécia          | 1                |                  |                  | 5                | 4                |                  |                  |                  | 12               | 7                    |                  |                  | 3                |                  | 8                |                  | 10               |                  | 2                |                  | 6                                             |
| Finlândia       |                  |                  |                  | 10               |                  |                  |                  | 6                | 5                | 2                    |                  |                  | 4                |                  | 7                |                  | 12               | 8                | 3                |                  | 1                                             |
| Reino Unido     |                  | 2                |                  |                  | 1                |                  | 6                | 4                | 10               | 3                    | 5                |                  |                  |                  | 12               |                  | 7                |                  |                  |                  | 8                                             |
| Turquia         |                  |                  |                  | 12               |                  | 5                | 6                |                  | 10               | 2                    | 1                |                  |                  | 3                |                  |                  |                  | 4                | 8                |                  | 7                                             |
| Espanha         |                  |                  |                  | 10               | 5                |                  |                  | 6                | 8                | 12                   | 3                |                  | 1                |                  |                  |                  |                  | 7                | 2                | 4                |                                               |
| Países Baixos   | 4                | 8                |                  |                  | 1                |                  |                  | 3                | 10               | 6                    |                  |                  | 12               |                  | 7                |                  | 5                |                  | 2                |                  |                                               |
| Israel          |                  |                  | 3                | 10               | 8                | 2                | 7                |                  | 4                |                      | 5                |                  | 6                |                  | 1                |                  |                  |                  |                  |                  | 12                                            |
| Suíça           |                  |                  |                  | 5                |                  | 6                | 7                | 10               |                  | 4                    |                  |                  | 1                |                  |                  |                  | 12               | 8                | 3                |                  | 2                                             |
| Irlanda         |                  | 5                |                  | 7                |                  |                  | 2                | 1                | 10               |                      | 6                |                  | 4                |                  | 8                |                  | 12               |                  |                  |                  | 3                                             |
| Alemanha        |                  |                  |                  | 10               | 8                |                  | 6                | 5                | 12               | 7                    |                  |                  | 4                |                  | 1                |                  |                  | 2                | 3                |                  |                                               |
| Áustria         |                  |                  |                  | 10               |                  | 8                |                  | 2                |                  | 6                    |                  |                  | 12               |                  | 3                |                  | 1                | 5                | 7                |                  | 4                                             |
| Dinamarca       | 4                | 8                |                  | 10               |                  | 1                |                  |                  |                  | 7                    | 6                |                  |                  |                  | 5                |                  | 2                |                  | 3                |                  | 12                                            |
| Grécia          |                  |                  |                  | 6                |                  | 8                | 12               | 3                | 10               |                      |                  |                  |                  |                  | 7                |                  | 2                |                  | 5                | 1                | 4                                             |
| Noruega         |                  | 12               |                  | 5                |                  | 2                |                  |                  | 8                | 7                    | 4                |                  | 10               |                  |                  |                  | 6                | 3                | 1                |                  |                                               |
| Bélgica         |                  | 1                |                  | 12               |                  | 6                |                  | 10               | 4                | 5                    |                  |                  | 7                |                  | 3                |                  | 8                |                  | 2                |                  |                                               |
| Luxemburgo      |                  | 3                |                  | 8                | 4                | 6                | 12               | 5                | 1                |                      |                  |                  |                  |                  |                  |                  |                  | 2                | 10               |                  | 7                                             |
| Itália          | 1                | 10               |                  | 12               |                  | 8                | 5                | 3                | 7                |                      |                  |                  |                  |                  | 4                |                  | 2                |                  |                  |                  | 6                                             |
| França          | 2                |                  |                  |                  | 6                |                  |                  | 10               | 1                | 4                    |                  |                  | 12               | 7                |                  | 5                |                  | 8                |                  |                  | 3                                             |
| Portugal        | 8                |                  |                  | 3                |                  |                  |                  | 10               | 12               | 5                    | 2                |                  | 6                |                  | 7                |                  | 4                |                  | 1                |                  |                                               |
| Iugoslávia      |                  |                  |                  |                  |                  | 4                | 7                | 1                | 6                | 2                    | 8                |                  |                  |                  | 10               |                  | 3                | 5                | 12               |                  |                                               |
| Total           | 20               | 52               | 3                | 136              | 37               | 58               | 70               | 85               | 137              | 79                   | 48               | 0                | 92               | 10               | 88               | 5                | 90               | 52               | 64               | 5                | 87                                            |
| Lugar           | 16º              | 12º              | 20º              | 2º               | 15º              | 11º              | 9º               | 7º               | 1º               | 8º                   | 14º              | 21º              | 3º               | 17º              | 5º               | 18º              | 4º               | 12º              | 10º              | 18º              | 6º                                            |
| Países Votantes | Islândia         | Suécia           | Finlândia        | Reino Unido      | Turquia          | Espanha          | Países Baixos    | Israel           | Suíça            | República da Irlanda | Alemanha         | Áustria          | Dinamarca        | Grécia           | Noruega          | Bélgica          | Luxemburgo       | Itália           | França           | Portugal         | República Socialista Federativa da Iugoslávia |
| Países Votantes | Países Pontuados |                  |                  |                  |                  |                  |                  |                  |                  |                      |                  |                  |                  |                  |                  |                  |                  |                  |                  |                  |                                               |

| Países Votantes | Países Pontuados | Países Pontuados | Países Pontuados | Países Pontuados | Países Pontuados | Países Pontuados | Países Pontuados | Países Pontuados | Países Pontuados | Países Pontuados     | Países Pontuados | Países Pontuados | Países Pontuados | Países Pontuados | Países Pontuados | Países Pontuados | Países Pontuados | Países Pontuados | Países Pontuados | Países Pontuados | Países Pontuados                              |
| --------------- | ---------------- | ---------------- | ---------------- | ---------------- | ---------------- | ---------------- | ---------------- | ---------------- | ---------------- | -------------------- | ---------------- | ---------------- | ---------------- | ---------------- | ---------------- | ---------------- | ---------------- | ---------------- | ---------------- | ---------------- | --------------------------------------------- |
| Países Votantes | Islândia         | Suécia           | Finlândia        | Reino Unido      | Turquia          | Espanha          | Países Baixos    | Israel           | Suíça            | República da Irlanda | Alemanha         | Áustria          | Dinamarca        | Grécia           | Noruega          | Bélgica          | Luxemburgo       | Itália           | França           | Portugal         | República Socialista Federativa da Iugoslávia |
| Islândia        | 0                | 3                | 0                | 1                | 0                | 2                | 0                | 6                | 7                | 0                    | 8                | 0                | 10               | 0                | 5                | 0                | 4                | 0                | 0                | 0                | 12                                            |
| Suécia          | 1                | 3                | 0                | 6                | 4                | 2                | 0                | 6                | 19               | 7                    | 8                | 0                | 13               | 0                | 13               | 0                | 14               | 0                | 2                | 0                | 18                                            |
| Finlândia       | 1                | 3                | 0                | 16               | 4                | 2                | 0                | 12               | 24               | 9                    | 8                | 0                | 17               | 0                | 20               | 0                | 26               | 8                | 5                | 0                | 19                                            |
| Reino Unido     | 1                | 5                | 0                | 16               | 5                | 2                | 6                | 16               | 34               | 12                   | 13               | 0                | 17               | 0                | 32               | 0                | 33               | 8                | 5                | 0                | 27                                            |
| Turquia         | 1                | 5                | 0                | 28               | 5                | 7                | 12               | 16               | 44               | 14                   | 14               | 0                | 17               | 3                | 32               | 0                | 3                | 12               | 13               | 0                | 34                                            |
| Espanha         | 1                | 5                | 0                | 38               | 10               | 7                | 12               | 22               | 52               | 26                   | 17               | 0                | 18               | 3                | 32               | 0                | 33               | 19               | 15               | 4                | 34                                            |
| Países Baixos   | 5                | 13               | 0                | 38               | 11               | 7                | 12               | 25               | 62               | 32                   | 17               | 0                | 30               | 3                | 39               | 0                | 38               | 19               | 17               | 4                | 34                                            |
| Israel          | 5                | 13               | 3                | 48               | 19               | 9                | 19               | 25               | 66               | 32                   | 22               | 0                | 36               | 3                | 40               | 0                | 38               | 19               | 17               | 4                | 46                                            |
| Suíça           | 5                | 13               | 3                | 53               | 19               | 15               | 26               | 35               | 66               | 36                   | 22               | 0                | 37               | 3                | 40               | 0                | 50               | 27               | 20               | 4                | 48                                            |
| Irlanda         | 5                | 18               | 3                | 60               | 19               | 15               | 28               | 36               | 76               | 36                   | 28               | 0                | 41               | 3                | 48               | 0                | 62               | 27               | 20               | 4                | 51                                            |
| Alemanha        | 5                | 18               | 3                | 70               | 27               | 15               | 34               | 41               | 88               | 43                   | 28               | 0                | 45               | 3                | 49               | 0                | 62               | 29               | 23               | 4                | 51                                            |
| Áustria         | 5                | 18               | 3                | 80               | 27               | 23               | 34               | 43               | 88               | 49                   | 28               | 0                | 57               | 3                | 52               | 0                | 63               | 34               | 30               | 4                | 55                                            |
| Dinamarca       | 9                | 26               | 3                | 90               | 27               | 24               | 34               | 43               | 88               | 56                   | 34               | 0                | 57               | 3                | 57               | 0                | 65               | 34               | 33               | 4                | 67                                            |
| Grécia          | 9                | 26               | 3                | 96               | 27               | 32               | 46               | 46               | 98               | 56                   | 34               | 0                | 57               | 3                | 64               | 0                | 67               | 34               | 38               | 5                | 71                                            |
| Noruega         | 9                | 38               | 3                | 101              | 27               | 34               | 46               | 46               | 106              | 63                   | 38               | 0                | 67               | 3                | 64               | 0                | 73               | 37               | 39               | 5                | 71                                            |
| Bélgica         | 9                | 39               | 3                | 113              | 27               | 40               | 46               | 56               | 110              | 68                   | 38               | 0                | 74               | 3                | 67               | 0                | 81               | 37               | 41               | 5                | 71                                            |
| Luxemburgo      | 9                | 42               | 3                | 121              | 31               | 46               | 58               | 61               | 111              | 68                   | 38               | 0                | 74               | 3                | 67               | 0                | 81               | 39               | 51               | 5                | 78                                            |
| Itália          | 10               | 52               | 3                | 133              | 31               | 54               | 63               | 64               | 118              | 68                   | 38               | 0                | 74               | 3                | 71               | 0                | 83               | 39               | 51               | 5                | 84                                            |
| França          | 12               | 52               | 3                | 133              | 37               | 54               | 63               | 74               | 119              | 72                   | 38               | 0                | 86               | 10               | 71               | 5                | 83               | 47               | 51               | 5                | 87                                            |
| Portugal        | 20               | 52               | 3                | 136              | 37               | 54               | 63               | 84               | 131              | 77                   | 40               | 0                | 92               | 10               | 78               | 5                | 87               | 47               | 52               | 5                | 87                                            |
| Iugoslávia      | 20               | 52               | 3                | 136              | 37               | 58               | 70               | 85               | 137              | 79                   | 48               | 0                | 92               | 10               | 88               | 5                | 90               | 52               | 64               | 5                | 87                                            |
| Lugar           | 16º              | 12º              | 20º              | 2º               | 15º              | 11º              | 9º               | 7º               | 1º               | 8º                   | 14º              | 21º              | 3º               | 17º              | 5º               | 18º              | 4º               | 12º              | 10º              | 18º              | 6º                                            |
| Países Votantes | Islândia         | Suécia           | Finlândia        | Reino Unido      | Turquia          | Espanha          | Países Baixos    | Israel           | Suíça            | República da Irlanda | Alemanha         | Áustria          | Dinamarca        | Grécia           | Noruega          | Bélgica          | Luxemburgo       | Itália           | França           | Portugal         | República Socialista Federativa da Iugoslávia |
| Países Votantes | Países Pontuados |                  |                  |                  |                  |                  |                  |                  |                  |                      |                  |                  |                  |                  |                  |                  |                  |                  |                  |                  |                                               |

#### 12 pontos
Os países que receberam 12 pontos foram os seguintes:
| # | Países Pontuados | Países Votantes                |
| - | ---------------- | ------------------------------ |
| 3 | Dinamarca        | Áustria, França, Países Baixos |
| 3 | Luxemburgo       | Finlândia, Irlanda, Suíça      |
| 3 | Suíça            | Alemanha, Portugal, Suécia     |
| 3 | Reino Unido      | Bélgica, Itália, Turquia       |
| 3 | Iugoslávia       | Dinamarca, Islândia, Israel    |
| 2 | Países Baixos    | Grécia, Luxemburgo             |
| 1 | França           | Jugoslávia                     |
| 1 | Irlanda          | Espanha                        |
| 1 | Noruega          | Reino Unido                    |
| 1 | Suécia           | Noruega                        |

### Maestros
Em baixo encontra-se a lista de maestros que conduziram a orquestra, na respectiva actuação de cada país concorrente. 
| País              | Maestro           |
| ----------------- | ----------------- |
| Islândia          | Nenhum            |
| Suécia            | Anders Berglund   |
| Finlândia         | Ossi Runne        |
| Reino Unido       | Ronnie Hazlehurst |
| Turquia           | Turhan Yükseler   |
| Espanha           | Javier de Juan    |
| Países Baixos     | Harry van Hoof    |
| Israel            | Eldad Shrem       |
| Suíça             | Atilla Şereftuğ   |
| Irlanda           | Noel Kelehan      |
| Alemanha          | Michael Thatcher  |
| Áustria           | Harald Neuwirth   |
| Dinamarca         | Henrik Krogsgård  |
| Grécia            | Haris Andreadis   |
| Noruega           | Arild Stav        |
| Bélgica           | Daniel Willem     |
| Luxemburgo        | Régis Dupré       |
| Itália            | Nenhum            |
| França            | Guy Matteoni      |
| Portugal          | José Calvário     |
| Iugoslávia        | Nikica Kalogjera  |
| Maestro anfitrião | Noel Kelehan      |

## Artistas repetentes
Em 1988, os repetentes foram:
| País (1988) | Foto     | Artista       | Ano Anterior                                    | País Representado           | Canção                   | Tradução               | Pontuação | Classificação |
| ----------- | -------- | ------------- | ----------------------------------------------- | --------------------------- | ------------------------ | ---------------------- | --------- | ------------- |
| Dinamarca   |          | Hot Eyes      | ESC 1984                                        | Dinamarca                   | "Det' lige det"          | É precisamente isso    | 101       | 4º            |
| Dinamarca   | ESC 1985 | Hot Eyes      | Dinamarca                                       | "Sku' du spørg' fra no'en?" | Que tens com isso?       | 41                     | 11º       |               |
| Finlândia   |          | Boulevard     | ESC 1987 (como corista de Vicky Rosti)          | Finlândia                   | "Sata salamaa"           | Cem relâmpagos         | 31        | 15º           |
| Israel      |          | Yardena Arazi | ESC 1976 (como parte das Shokolad Menta Mastik) | Israel                      | "Emor Shalom"            | Diz Olá                | 77        | 6º            |
| Portugal    |          | Dora          | ESC 1986                                        | Portugal                    | "Não Sejas Mau para Mim" | Não Sejas Mau para Mim | 28        | 14º           |
| Suécia      |          | Tommy Körberg | ESC 1969                                        | Suécia                      | "Tommy Körberg"          | Judy, minha amiga      | 8         | 9º            |
| Turquia     |          | MFÖ           | ESC 1985                                        | Turquia                     | "Didai didai dai"        | Didai didai dai        | 36        | 14º           |